# Morarji Desai
Pour les articles homonymes, voir Desai.
Morarji Desai est un homme politique indien, né le 29 février 1896 à Bhadeli et mort le 10 avril 1995 à New Delhi, Premier ministre de l'Inde entre 1977 et 1979.

## Biographie
Il participe au mouvement de désobéissance civile contre les Britanniques et devient un membre influent du Congrès au sein de son État du Gujerat.
Ministre du Commerce et de l'Industrie en 1956, puis des Finances en 1958, il démissionne en 1963, conformément au plan Kamaraj (en).
Candidat malheureux à la tête du gouvernement face à Indira Gandhi à la mort de Lal Bahadur Shastri en janvier 1966, il devient néanmoins l'année suivante son vice-Premier ministre et ministre des Finances. Représentant de l'aile conservatrice du parti du Congrès, il entre en conflit avec Indira Gandhi qui lui retire son portefeuille en juillet 1969. Lors de la scission du parti, il forme avec la vieille garde le Congrès (O) (pour Old ou Organisation) et devient un des chefs de l'opposition au Congrès (I) (pour Indira).
Réélu député en 1971, il rejoint le mouvement de protestation de J.P. Narayan (en) et est arrêté lors de la proclamation de l'état d'urgence en 1975 par Indira Gandhi. Relâché le 18 janvier 1977, il est membre avec le Congrès (O) de la coalition Janata Party lors du retour des élections libres.
Premier ministre de l'Union indienne du 24 mars 1977 au 15 juillet 1979, il dirige le premier gouvernement non congressiste de l'histoire de l'Inde et succède à Indira Gandhi après la fin de l'état d'urgence. Les dissensions au sein de la nouvelle coalition gouvernementale le poussent à la démission.

## Héritage

### Cinéma
- Mission Majnu (2023), il est interprété par l'acteur Avijit Dutt

## Distinctions
- Bharat Ratna en 1991.